# Gehlsdorf (Rostock)

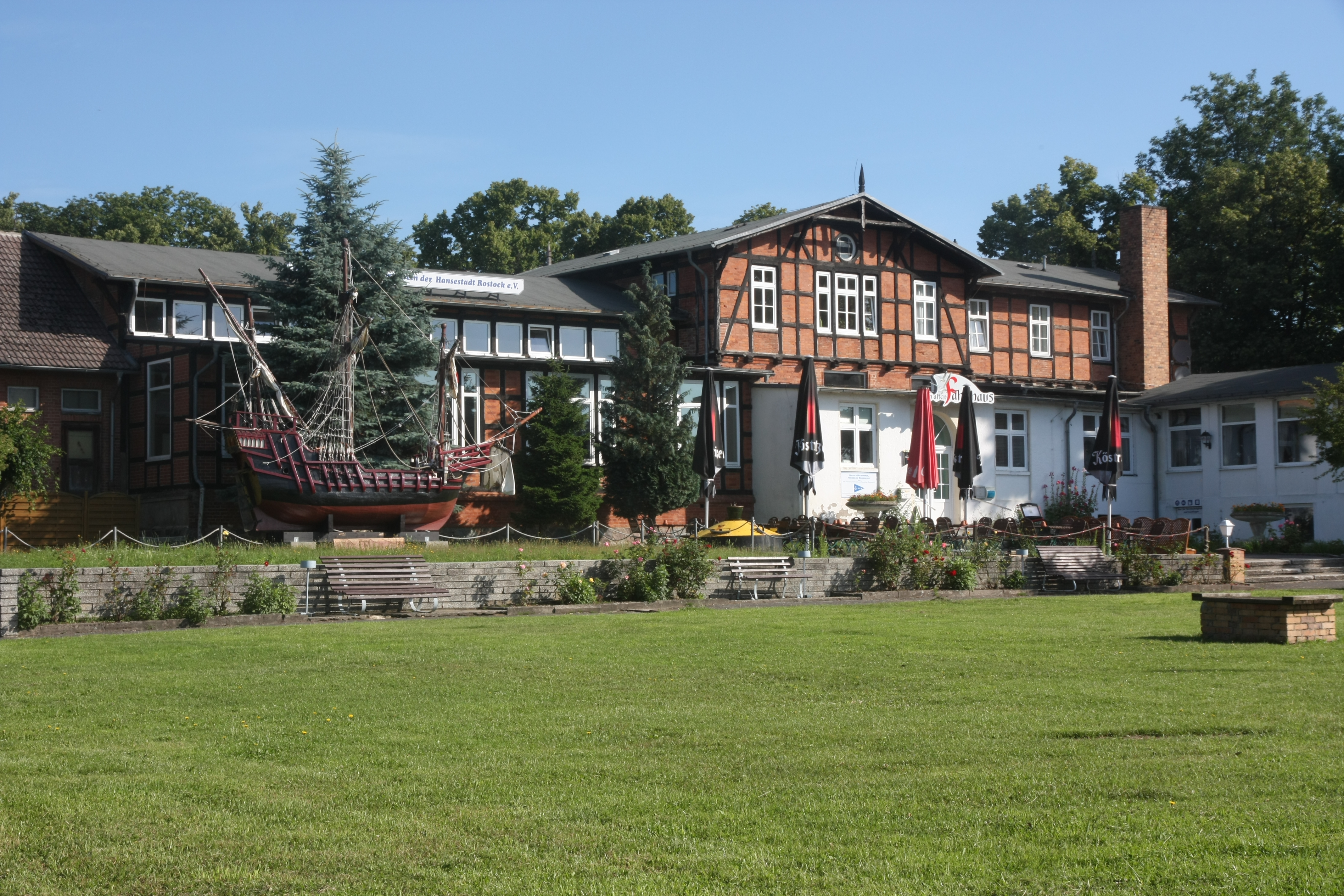
Am Fährberg, nahe der Gehlsdorfer Uferpromenade

Gehlsdorf ist ein Ortsteil von Rostock am östlichen Ufer der Warnow. Er gilt als gehobener Wohnstandort, teils mit sanierten alten Villen, teils mit neuen Häusern. Prägend ist die lange Uferpromenade, an der viele Yacht- und Segelclubs liegen.

## Geschichte
Als Michkhelestorpe (Michaelsdorf) wurde der Ort erstmals 1285 erwähnt. 1913 wurde Michaelsdorf eine selbstständige Kirchgemeinde und am 8. März 1934 in die Stadt Rostock eingemeindet. Im 19. Jahrhundert wurde Gehlsdorf ein beliebter Wohnort für wohlhabendere Rostocker. So wählten Schiffskapitäne Gehlsdorf als Alterssitz und Reeder bauten sich herrschaftliche Häuser.
In Gehlsdorf befinden sich der Michaelshof Rostock, eine kirchliche Einrichtung für Menschen mit Behinderungen, die 1845 als Rettungshaus zu Gehlsdorf gegründet wurde, und das Zentrum für Nervenheilkunde der Universität Rostock, das aus der Nervenheilanstalt Gehlsheim entwickelt wurde. Nach 1990 wurden der Baubestand saniert und Baugebiete ausgewiesen.

## Verkehrsanbindung
Gehlsdorf ist durch Busse der RSAG an das Nahverkehrsnetz Rostocks angeschlossen. Von 1951 bis 1974 war Gehlsdorf durch eine Straßenbahnlinie an die Rostocker Innenstadt angebunden. Diese verkehrte über die Petribrücke und entlang des Dierkower Damms sowie der Gehlsheimer Straße, mündete in die Pressentinstraße und fand ihren Endpunkt am Kirchenplatz. Noch heute zeugen einige Schienenreste im Straßenbelag des Kirchenplatzes von ihrer Existenz. Eine Ursache der Stilllegung der Strecke nach Gehlsdorf war der fortgeschrittene Verschleiß der alten 1440-mm-Gleise und der Stromversorgung. Erst Ende der 1980er Jahre wurde eine neue, großzügig trassierte Straßenbahn über Dierkow nach Toitenwinkel gelegt, die die hier entstandenen Neubaugebiete erschloss. Die Busse über Gehlsdorf fahren bis zum Knotenpunkt Dierkower Kreuz.
Seit 1880 verkehrt auch eine Fähre über die Warnow zum Rostocker Stadtzentrum. Bis 1945 legten die Fähren stadtseitig Am Strande in der nördlichen Altstadt an, seitdem am Anleger Am Kabutzenhof in der Kröpeliner-Tor-Vorstadt. Seit 2006 legt die Fähre am Wochenende zusätzlich zum Anleger Am Kabutzenhof am Schnickmann-Kai im Stadthafen an. Dadurch verkürzt sich der Weg in die Innenstadt deutlich.

## Persönlichkeiten
- Von 1889 bis zum 5. Juni 1918 lebte die Jugendschriftstellerin Helene Hübener mit ihrer behinderten Schwester Marie in der Gehlsheimer Straße 7, später im Haus Nr. 3.
- Der Maler Thuro Balzer lebte viele Jahre in der Gehlsheimer Straße 14.
- Der Orgelbaumeister Christian Börger (1883–1955) wurde in Gehlsdorf geboren und betrieb hier eine Orgelbauwerkstatt.
- Der Windjammer-Kapitän Ernst Weitendorf (1883–1975), lebte von 1931 bis zu seinem Tode in der Klaus-Groth-Straße, war der erste Kapitän des DDR-Segelschulschiffs Wilhelm Pieck
- Der Maler Georg Kaulbach lebte ab 1915 bis zu seinem Tod 1945 in Gehlsdorf.
- Der Maler und Bildhauer Paul Wallat lebte ab 1918 in der Herzog-Heinrich-Straße 3, 1947 umbenannt in Kaulbachstraße 3.[3]
- Von 1925 bis zu seinem Tod 1939 lebte der Philosoph, Komponist und bedeutende Parapsychologe Emil Mattiesen in Gehlsdorf.
- Der Postdirektor und Historiker Paul Babendererde war bis zur Eingemeindung 1934 Gemeindevorsteher von Gehlsdorf.